# اچ‌ام‌ای‌اس فارنکامب (اس‌اس‌جی ۷۴)
اچ‌ام‌ای‌اس فارنکامب (اس‌اس‌جی ۷۴) (به انگلیسی: HMAS Farncomb (SSG 74)) یک زیردریایی است که طول آن ۷۷٫۴۲ متر (۲۵۴٫۰ فوت) می‌باشد. این زیردریایی در سال ۱۹۹۵ ساخته شد.